# S-125
S-125(나토명 SA-3 고아)는 소련의 파켈 기계설계국이 개발한 지령유도식 지대공 미사일이다. 이전의 S-25나 S-75와는 달리 저고도의 기동성있는 표적과 교전하기 위해 개발되어, 속도, 사거리나 교전고도가 이전형들 보다 떨어지지만 기동성있고 전파방해에도 이전형들보다 훨씬 나은 저항력을 가지고 있다. 해상형으로 M-1 볼나(Волна)(나토 코드 :SA-N-1 고아)가 개발되었다.

## 구성

### 미사일
미사일은 고체 추진 로켓부스터와 미사일 본체로 구성되어 있다. 고체 연료 로켓의 연소 시간은 2.6 초이다. 미사일 중앙에는 4 개의 날개가 있고, 하단부에 4개의 사각형의 대형 안정익이 부착되어 있으며, 첨단부에 4 개의 소형 제어 날개가있다. 미사일의 길이는 6.09m, 동체직경은 0.375m (부스터는 0.55m), 익폭은 2.2m, 발사 중량은 946kg이다. 초기형인 V-600(5V24)은 60kg의 작은 탄두와 15km의 사거리를 가지고 있다.
후기형인 V-601(5V27)은 70kg의 탄두를 가지고 있고, 최소사거리는 3.5km, 최대사거리는 35km, 교전고도는 100m에서 18km이다.

## F-117A 격추
1999년 3월 27일, 08시 15분에 나토의 유고슬라비아 공습 도중 유고슬라비아 육군을 공습하던 F-117A 폭격기가 지대공 미사일에 격추되었다. 화력관제레이더에 13 km 떨어져 있었고, 고도는 8 km였다. SA-3 고아 미사일 2발이 발사되었다. F-117A 폭격기가 폭격을 위해 내부무장창을 열자 레이더에 잡혔다. 발사된 여러발의 미사일 중 한 발의 근접신관이 폭발했다.
조종사는 탈출했고, 6시간 뒤에 미공군 탐색구조팀에 구조되었다. 러시아 전문가가 잔해를 조사해 25년의 스텔스 기술 격차를 따라잡았다. 잔해가 중국으로 흘러갔다는 정황들이 포착되었다. 조종사 신원은 처음에 알려지지 않았지만, "Capt Ken 'Wiz' Dwelle"라는 이름이 잔해의 조종석에 페인트로 칠해져 있었다.
1999년 4월 30일, 같은 작전에서 F-117A 폭격기 한 대가 더 손상되었다. 기지에 복귀는 했지만, 다시는 날 수 없었다.

## 북한
북한군은 전방지역과 동서부지역에 SA-2, SA-5 등 지대공 미사일을 배치하고 평양지역에는 SA-2와 SA-3 지대공 미사일, 고사포 등을 집중 배치하고 있다.
북한이 보유한 방공미사일 체계는 S-75(고고도용), S-125(저고도용), S-200(중고도용), SA-6(저고도용) 등 옛 소련 시절 생산된 것이 대부분이다.
2010년 6월 12일, 숀 오코너라는 미국 군사 블로거는 "북한의 지대공미사일망(SAM)을 공개하고 북한은 S-75, S-125, S-200이라는 3종류의 미사일을 운영하고 있다"고 주장했다. "북한은 1991년 실패로 입증된 이라크의 지대공미사일 방어망을 그래도 답습하고 있다"면서 "대공방어망을 21세기에 맞게 개선해야 할 것" 이라고 충고했다.

## 같이 보기
- 번개 3호 - 러시아 S-125를 북한이 개량했다.